# Potsdam-deklarationen
Potsdam-deklarationen af 26. juli 1945 fremlagde de officielle amerikansk-britisk-kinesiske betingelser for en japansk kapitulation som afslutning på 2. verdenskrig. Den må ikke forveksles med Potsdam-traktaten. Potsdam-deklarationen blev udformet af præsident Harry S. Truman og premierminister Winston Churchill under Potsdamkonferencen, og blev telegrafisk medunderskrevet af Republikken Kinas præsident Chiang Kai-shek. Sovjetunionen, der på det tidspunkt ikke var i krig med Japan, blev ikke konsulteret i udformningen af erklæringen, men orienteret efter, at den var udsendt. 
Potsdam-deklarationen indeholder følgende hovedpunkter:
- (1) Japan får en en sidste chance for at afslutte krigen.
- (2) De militære operationer fortsættes, indtil Japan opgiver enhver modstand.
- (3) Konsekvenserne af Nazi-Tysklands meningsløse militære modstand mod de allierede står som eksempel for det japanske folk. De militære kræfter, der nu kan koncentrere deres styrke om Japan, er umådelig mange gange større end de styrker, der besejrede nazisterne, og som forårsagede store ødelæggelser i Tyskland, for den tyske industri og for hele det tyske folk. Indsættelse af den fulde militære styrke vil uafværgeligt medføre fuldstændig ødelæggelse af den japanske hær og ligeså uafværgeligt fuldstændig ødelæggelse af Japan.
- (4–5) Tider er kommet dertil, hvor Japan må beslutte sig til enten fortsat at følge de militære ledere eller skifte over til fornuftens vej. De allierede vil ikke afvige fra deres kapitulationsbetingelser.
- (6) De ansvarlige for den japanske verdenserobringspolitik må for altid miste deres magt og indflydelse. Kun uden militarismen kan man opnå fred, sikkerhed og retfærdighed.
- (7) Indtil denne nye orden er opnået og det japanske krigsapparat er fjernet, vil de allierede foretage en målrettet besættelse af Japan.
- (8) Betingelserne fra Cairo-erklæringen skal opfyldes og det japanske rige bliver indskrænket til de 4 japanske hovedøer og andre ikke nærmere definerede småøer.
- (9) De japanske stridskræfter vil efter fuldstændig afvæbning kunne vende tilbage hjem.
- (10) Det japanske folk bliver hverken gjort til slaver eller ødelagt som nation, men krigsforbrydere vil blive straffet hårdt. Demokrati og menneskerettigheder skal indføres.
- (11) Japan vil forblive en industrination, men uden militært potentiale. Det vil også igen få del i verdenshandelen.
- (12) Besættelsen slutter så snart disse mål er nået og der er indsat en fredelig folkevalgt regering.
- (13) De allierede opfordrer den japanske regering til en betingelsesløs kapitulation af alle væbnede styrker. Alternativet hertil vil være øjeblikkelig og fuldstændig ødelæggelse. ("The alternative for Japan is prompt and utter destruction.")

Teksten i Potsdam-deklarationen blev udsendt på radioen og trykt på flyveblade, som blev kastet ud over Japan. Den 28. juli 1945 holdt den japanske udenrigsminister Shigenori Togo en Pressekonference hvor han om Potsdam-deklarationen sagde, at denne kun var en gentagelse af Cairo-deklarationen. Den japanske regering fandt ikke noget vigtigt i den. Togo anvendte i forbindelse med sin regerings holdning overfor deklarationen det gammeldags ord mokusatsu. Dets betydning kan ikke præcist oversættes. Det strækker sig fra at ignorere til at foragte (men ikke helt afvise), hvilket afspejlede de forskellige holdninger til kapitulationsspørgsmålet i den splittede japanske regering. Den 29. juli oversattes i et communique fra det officielle japanske telegrambureau Domei Tsushin mokusatsu med reject (afvise). Blandt de allierede opfattedes denne reaktion som ubøjelighed, og dette indtryk blev ikke korrigeret fra japansk side. 
Allerede den 21. juli 1945 havde præsident Truman godkendt indsættelse af amerikanske atombomber. Efter at der ikke var opnået politiske resultater, fortsatte forberedelserne og den 6. august 1945 blev den første atombombe nedkastet over Japan. Den 8. august erklærede Sovjetunionen Japan krig (Operation auguststorm). Den 14. august 1945 besluttede kejseren sig under indtryk af den håbløse situation til at udsende Kejserlig bekendtgørelse om krigens slutning (終戦の詔書 shūsen no shōsho), som anerkendte betingelserne i Potsdam-deklarationen og den 15. august 1945 blev oplæst i radioen. Den 2. september blev den betingelsesløse japanske kapitulation underskrevet med udtrykkelig henvisning til Potsdam-deklarationen. 